# Andy Parsons
Andy Parsons, född 1967, är en engelsk komiker och författare som var en av de fasta medlemmarna i ensemblen i TV-programmet Mock the Week mellan 2006 och 2015. Med sin komikerkollega Henry Naylor har han skrivit och deltagit i nio säsonger av Parsons and Naylor’s Pull-Out Sections för BBC Radio 2.

## Början på karriären
Parsons studerade vid universitetet i Cambridge där han mötte sin kollega Naylor och tillsammans turnerade de två gånger med National Student Theatre Company. De hjälpte sedan till att driva komikerföreningen Footlights vid Cambridge. Efter att ha studerat till advokat arbetade han i Glasgow, men han och Naylor startade snart TBA, Londons första sketch-komedi-klubb.

## Karriär
Parsons har bidragit till manus för Spitting Image, vilket var hans första arbete med TV, och Alas Smith and Jones. Han har medverkat som gäst på They Think It's All Over, QI och BBC Radio 5 Lives Fighting Talk. Han var med i det andra avsnittet av TV-programmet Mock the Week 2005, blev ordinarie medlem 2006 och fortsatte till 2015.
Efter att ha skrivit för Week Ending blev Parsons och Naylor 2001 erbjudna sin egen show: Parsons and Naylor’s Pull-Out Sections. De har också turnerat med sin show live på diverse komedifestivaler.

### Stand-up
Parsons uppträder ensam som stand-up på komedifestivaler och på The Comedy Store i London.